# Federico D'Elía
Federico D'Elía (La Plata, 4 ottobre 1966) è un attore televisivo argentino.
Ha lavorato a Los simuladores, una miniserie che ha ricevuto il premio Martín Fierro d'oro.

## Filmografia parziale
- Tiempo cumplido – serie TV, 25 episodi (1987)
- Clave de sol – serie TV, 59 episodi (1987)
- Sei forte papà (¡Grande, Pa!) (1991)
- Verdad consecuencia, regia di Adrián Suar – miniserie (1996-1998)
- Por el nombre de Dios – serie TV, 11 episodi (1999)
- Verano del '98 – serial TV, 169 puntate (1999-2000) – Alejandro Molina
- Campeones de la vida – serie TV, 55 episodi (2000) – Ray
- Provócame – serie TV, 133 episodi (2001) – Mariano Linares
- Los simuladores – serie TV, 24-17 episodi (2002-2003; 2006-2007) – Mario Santos
- Los secretos de papá (2004)
- Rebelde Way – serial TV, 2 puntate (2002-2003) – Matías Miranda
- 1/2 falta – serial TV, 152 puntate (2005) – Remo Sampardi
- Caín y Abel (2010)
- Volver a nacer – serie TV, 13 episodi (2012) – Sebastián Monteagudo
- La dueña – serie TV, 32 episodi (2012) – Hernán Verges
- Cata e i misteri della sfera (Señales del fin del mundo) (2013-2014)
- Esperanza mía – serie TV, 193 episodi (2015-2016) – Jorge Correa
- La Casa del Mar – serie TV, 12 episodi (2015-2016) – Javier
- Maradona: sogno benedetto (Maradona: sueño bendito) - serie TV (2021) - Fernando Signorini